# Karitena
Karitena (en griego: Καρύταινα, también Καρίταινα) es un pueblo y una comunidad en Arcadia, Grecia. Fue la sede del antiguo municipio de Gortina. En 2001 Karitena tenía una población de 204 para el pueblo y 257 para la comunidad, que incluye los pueblos de Kalyvakia y Karvounaris. Karitena está situado en una colina en la orilla derecha del río Alfeo, cerca de su confluencia con el Lousios. El castillo franco de Karitena fue construido sobre un promontorio rocoso abrupto en 1245 por Godofredo de Briel.
Karitena está a 9 km (5,6 millas) al suroeste de Stemnitsa, a 12 km (7,5 millas) al este de Andritsaina, a 12 km (7,5 millas) al sur de Dimitsana y 12 km (7,5 millas) al noroeste de Megalópolis. La Ruta Nacional Griega 76 (Krestena - Andritsaina - Megalópolis) pasa al este de la ciudad. Karitena estaba representado en el reverso de los billetes griegos de 5000 dracmas de 1984 a 2001.  Karitena tiene escuelas, una iglesia, y varias tiendas y servicios. El pueblo está construido en la cima de una colina alrededor de su castillo medieval, en el sitio de la antigua Vrenthi, y es especialmente distinguido por su carácter medieval, debido a su castillo, casas e iglesias bizantinas.

## Historia
Karitena es mencionado por primera vez en el siglo XIII, durante la Francocracia en Grecia. En este tiempo fue la sede de la Baronía de Karitena, una de las doce baronías del Principado de Acaya. En la variante francesa de la Crónica de Morea es mencionada como «Caraintaine». En los primeros años de la Francocracia la baronía fue dada a la familia Briel o Bruyères. El tercer barón Godofredo de Briel, construyó el castillo de Karitena a mediados de siglo. Para su construcción se utilizaron los fragmentos de la antigua Brente, que estuvo ubicada en el mismo sitio. El impresionante y fuerte castillo de Karitena había dado un papel estratégico a la ciudad y la aseguró de manera eficaz. Posteriormente Karitena pasó bajo el dominio del Despotado de Morea, ya que fue adquirida por Andrónico Asen. En 1460 pasó bajo los otomanos. Durante el dominio turco se mantuvo un importante centro comercial, que los griegos tomaron en el año 1821 en el inicio de la guerra de Independencia de Grecia. En 1826 Theodoros Kolokotronis utilizó Karitena como base de operaciones contra Ibrahim bajá de Egipto y como un refugio para mujeres y niños.